# Ngô Thanh Danh
Ngô Thanh Danh là một chính trị gia người Việt Nam. Ông hiện là Đại biểu Quốc hội Việt Nam khóa XV nhiệm kì 2021-2026, Trưởng Đoàn Đại biểu Quốc hội tỉnh Đắk Nông. Trong Đảng Cộng sản Việt Nam, ông là Bí thư Tỉnh ủy Đắk Nông nhiệm kì 2020 - 2025, Bí thư Đảng ủy Quân sự tỉnh Đắk Nông.

## Xuất thân
Ngô Thanh Danh sinh ngày 20 tháng 10 năm 1965 quê quán ở xã Bình Nam, huyện Thăng Bình, tỉnh Quảng Nam.
Ông hiện cư trú ở Số 223, đường Quang Trung, phường Nghĩa Tân, thành phố Gia Nghĩa, tỉnh Đắk Nông.

## Giáo dục
- Giáo dục phổ thông: 12/12
- Cử nhân Lịch sử
- Thạc sĩ Xây dựng Đảng và Chính quyền nhà nước
- Cao cấp lí luận chính trị

## Sự nghiệp
Từ 1984-1997: Bí thư Đoàn trường, Phó Bí thư Chi bộ, Giảng viên Trường Chính trị tỉnh Đắk Lắk.
Ông gia nhập Đảng Cộng sản Việt Nam vào ngày 10/3/1989.⁸
1998-2003: Phó phòng, Trưởng phòng, Bí thư Chi bộ, Phòng Tổng hợp, Văn phòng Tỉnh ủy Đắk Lắk.
2004-2006: Phó Chánh văn phòng, Tỉnh ủy viên, Chánh văn phòng Tỉnh ủy Đắk Nông.
2007-2010: Bí thư Huyện ủy Tuy Đức.
2011-9/2015: Tỉnh ủy viên, Phó ban thường trực Ban Tuyên giáo Tỉnh ủy, Ủy viên Thường vụ Tỉnh ủy, Trưởng ban Tuyên giáo Tỉnh ủy, Trưởng ban Văn hóa HĐND tỉnh Đắk Nông.
10/2015-10/2020: Phó Bí thư Thường trực Tỉnh ủy, Trưởng đoàn ĐBQH tỉnh Đắk Nông. Ủy viên Ủy ban về Các vấn đề xã hội của Quốc hội.
16/10/2020: Tại Hội nghị lần thứ nhất Ban Chấp hành Đảng bộ tỉnh khóa XII, ông được tín nhiệm bầu giữ chức Bí thư Tỉnh ủy Đắk Nông khóa XII với tỷ lệ 100%.